# Atanasoff-Berry Computer
L'Atanasoff-Berry Computer (spesso chiamato ABC) è stato il primo computer digitale totalmente elettronico; rappresenta uno dei maggiori passi avanti della storia dei calcolatori. 

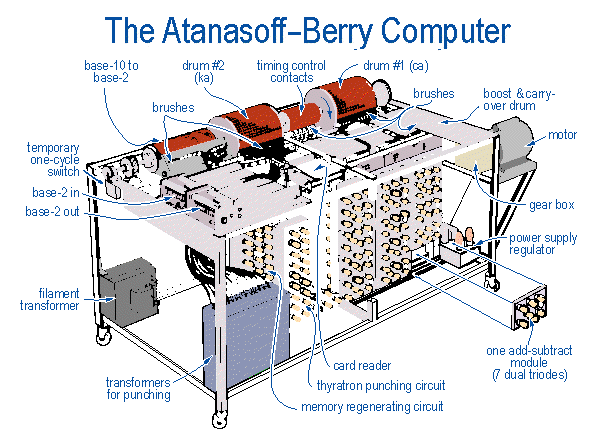

 Esso non era Turing-completo a differenza dei suoi successori come l'ENIAC o l'EDVAC costruito dalla University of Manchester o le macchine progettate da Alan Turing dopo la seconda guerra mondiale al National Physical Laboratory. La macchina non implementava un'architettura per memorizzare i programmi, un'architettura che rende i computer attuali così versatili.
La macchina tuttavia fu la prima a implementare tre idee fondamentali che fanno parte di ogni computer moderno:
1. L'utilizzo dei numeri binari per rappresentare i numeri e i dati
2. Tutti i calcoli sono effettuati attraverso circuiti elettronici invece che con ingranaggi, parti meccaniche o interruttori elettromeccanici
3. Il sistema è organizzato in due parti separate tra loro: una si occupa dell'elaborazione dei dati, l'altra della loro memorizzazione.

In aggiunta il computer utilizzava delle memorie che andavano rigenerate, una tecnologia concettualmente simile alle DRAM utilizzate tuttora.
La memoria del ABC è composta da un insieme di condensatori montati in un tamburo. Ognuno dei 1600 condensatori viene fatto ruotare una volta al secondo durante il funzionamento della macchina. Le capacità sono organizzate in banchi di 32 per 50 (30 attivi e due di riserva in caso di guasti)
dando alla macchina la capacità di effettuare 30 addizioni/sottrazioni al secondo. I dati sono memorizzati come numeri in virgola fissa di 50 bit. La parte aritmetica della macchina è in grado di gestire fino a 60 numeri contemporaneamente (3000 bit).
La corrente alternata a 60 Hz è il clock utilizzato dalla macchina.

## Storia
Il computer fu progettato e costruito dal bulgaro dr. John Vincent Atanasoff e dal dr. Clifford E. Berry all'Iowa State University nel periodo 1937-42. 
L'Atanasoff-Berry Computer fu costruito nel dipartimento di Fisica dell'Iowa State University. Il prototipo fu realizzato nel novembre del 1939. Il sistema pesava circa 320 chilogrammi e conteneva circa 1,6 chilometri di cavi, 280 valvole termoioniche, 31 thyratron e aveva una forma simile a quella di una scrivania.
L'Atanasoff-Berry Computer introdusse molte innovazioni nel campo dei calcolatori. Introdusse i numeri binari in un computer digitale (lo Z3 utilizzava i numeri binari ma era un calcolatore elettromeccanico) e la loro gestione, il calcolo parallelo, le memorie rigenerative e una separazione tra dati e istruzioni.

### Disputa sul Brevetto
Con grande sorpresa di Atanasoff, egli non fu il primo a depositare il brevetto dell'ABC; i primi furono, il 26 giugno 1947, J. Presper Eckert e John Mauchly, che brevettarono il loro calcolatore digitale, chiamato ENIAC. Mauchly, sebbene le accuse di aver copiato molte delle parti principali dell'ABC per il suo calcolatore, negò tutto e continuava a sostenere di essere lui, insieme a Eckert, l'inventore. Si arrivò dunque ad una causa che terminò il 19 ottobre 1973, quando la Corte Distrettuale del Minnesota dichiarò che l'ENIAC era un progetto derivato dall'invenzione di John Atanasoff. 
Il 19 ottobre 1973 si arrivò anche alla conclusione legale della disputa: il giudice Earl R. Larson annullò il brevetto dell'ENIAC, affermando che molte idee presenti nell'ENIAC erano alla base del computer Atanasoff-Berry.
Per le innovazioni introdotte dall'ABC John Vincent Atanasoff ha ricevuto la National Medal of Technology and Innovation dal presidente degli Stati Uniti d'America George H. W. Bush in una cerimonia alla Casa bianca il 13 novembre 1990.

## Funzioni
L'Atanasoff-Berry Computer (ABC) fu progettato per facilitare il calcolo di sistemi di equazioni lineari. Esso poteva infatti trattare simultaneamente sistemi fino a 29 equazioni; calcoli di questo tipo stavano diventando molto comuni nel campo in cui John Atanasoff lavorava. In pratica si potevano immettere due equazioni lineari con un numero di variabili fino a 29 e un termine costante, eliminando una delle variabili. Il processo veniva ripetuto manualmente per ognuna delle equazioni facenti parte del sistema.
Il primo utilizzatore dell'Atanasoff, il primo calcolatore digitale ed elettronico, fu George W. Snedecor, a capo del Dipartimento di Statistica dell'Iowa, che sottopose all'ABC molti dei problemi matematici che lo occupavano.

## Repliche
L'originale dell'ABC fu smontato e tutti i suoi pezzi vennero buttati, eccetto una scheda di memoria. Nel 1997 un team di ricercatori costruì una replica fedele dell'ABC al costo di 350.000 dollari. Questa replica è ora esposta al centro di Durgam per il calcolo e la comunicazione all'università dell'Iowa. A partire dal maggio 2012, è stato trasferito al Museo di Storia dei Computer in California, per una grande mostra.